# Grenze zwischen der Volksrepublik China und Nordkorea

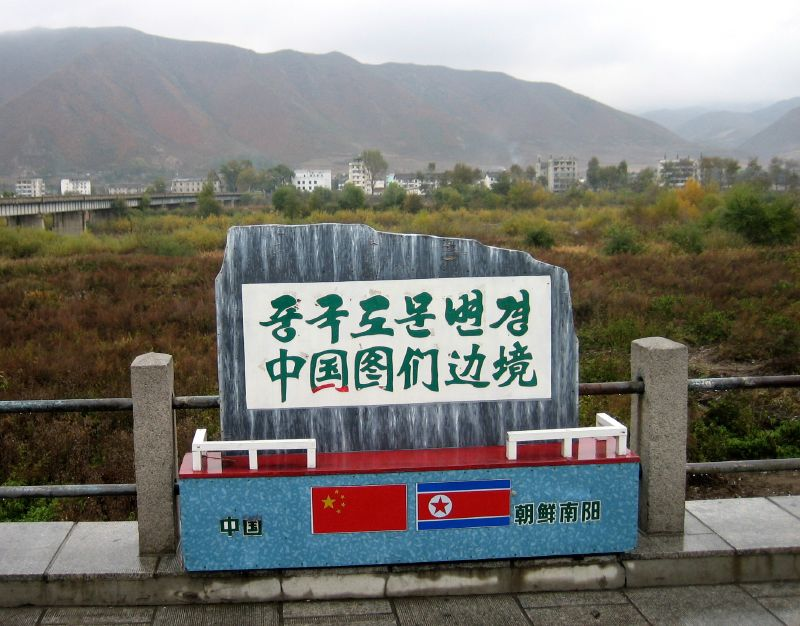
Grenzstein in Jilin, der die Grenze zwischen der VR China und Nordkorea markiert.

Die chinesisch-nordkoreanische Grenze trennt die Volksrepublik China und die Demokratische Volksrepublik Korea. Sie ist 1420 Kilometer lang und erstreckt sich entlang des Flusses Yalu im Westen, dem Changbai-Gebirge mit dem Vulkan Paektusan und dem Himmelssee sowie entlang des Flusses Tumen im Osten.
Die Chinesisch-koreanische Freundschaftsbrücke aus dem Jahre 1943 überquert den Yalu und verbindet die Städte Dandong und Sinuiju. Die Neue Yalu-Brücke wurde mit chinesischen Finanzmitteln in Höhe von umgerechnet 350 Millionen US-Dollar errichtet, ist jedoch wegen der fehlenden Anbindung an das nordkoreanische Straßennetz nicht nutzbar.
Nahe der nordkoreanischen Stadt Sinuiju trifft die Chinesische Mauer auf diese Grenze.
Am östlichen Ende der Grenze verbinden die Tumen-Eisenbahnbrücke und die Tumen-Namyang-Brücke die Stadt Tumen über den Fluss Tumen mit den nordkoreanischen Ort Namyang und die Quanhe-Wonjong-Brücke verbindet die Städte Hunchun und Rajin.